# Dawid Siodłak
Dawid Cyrus Siodłak – polski chemik, dr hab. nauk chemicznych, profesor uczelni Instytutu Chemii i dziekan Wydziału Chemii Uniwersytetu Opolskiego.

## Życiorys
W 1995 ukończył studia chemiczne na Uniwersytecie Opolskim, w 2004 r. obronił pracę doktorską pt. N',N'-Dimetyloamidy-N-acetylo-?, ß-dehydroaminokwasów: synteza, konformacja, asocjacja, której promotorem była prof. Barbara Rzeszotarska, w 2015 r. habilitował się na podstawie pracy zatytułowanej Określenie właściwości konformacyjnych podstawowych modyfikacji naturalnych α,β-dehydroaminokwasów.
Jest profesorem uczelni w Instytucie Chemii, oraz dziekanem na Wydziale Chemii Uniwersytetu Opolskiego.